# Ivan Calin
Ivan Petrovici Calin (Rîbnița, 10 de março de 1935 - Quixinau, 2 de janeiro de 2012) foi um político moldavo serviu como primeiro-ministro da Moldávia Soviética, de 1985 a 1990, e como presidente do Conselho Supremo, de 1980 a 1985.